# 파워 킹
"파워 킹"(Power King)은 한국에서 제작된 심형래 감독의 1995년 가족, 액션, SF 영화이다. 심형래 등이 주연으로 출연하였고 심형래 등이 제작에 참여하였다.
한편, 심형래 감독은 자신의 두 번째 영화 연출작이자 영구아트무비 창립작이었던 "영구와 공룡 쮸쮸", 그 이후 차기 연출작으로 선택한 "티라노의 발톱"이 잇달아 흥행에 실패한 후 비디오용 어린이영화로 근근히 버텨왔다가 해당 작품을 통해 극장용 영화 연출 활동을 재개했는데 "파워킹"메가폰을 잡으면서 한동안 방송활동을 중단하기도 했으며 비록 흥행에 실패했으나 외국 배우를 기용하여 다시 찍은 것(아미크론)이 해외 수출에 성공하기도 했다.

## 출연

### 주연
- 심형래 - 영구
- 전제혁 - 파워킹

### 조연
- 김영언 - 슈슈
- 김석현 - 양구
- 곽구향 - 샐리
- 김철수 - 루카스
- 이태식 - 샤만
- 오성우 - 양 부장

## 기타
- 각색: 김청기
- 제작부장: 오태형
- 촬영부: 김경난
- 촬영부: 박경훈
- 촬영부: 신종순
- 촬영부: 허봉완
- 조명: 강광희
- 조명: 김인규
- 조명부: 김기정
- 조명부: 엄효상
- 조연출: 김응민
- 조연출: 박재식
- 조연출: 이해광
- 스크립터: 최현정
- 미술: 정용훈
- 미술: 신용준
- 미술: 이종국
- 미술팀: 김형규
- 미술팀: 김찬준
- 미술팀: 송승현
- 미술팀: 김은주
- 미술효과: 강덕구
- 미술효과: 김성범
- 미술효과: 김윤석
- 미술효과: 김형규
- 미술효과: 송승현
- 특수분장: 신재호
- 특수분장: 류경옥
- 특수효과: 김광수
- 특수효과: 김태희
- 특수효과: 이희경
- 특수효과: 정도안
- 분장: 류경옥
- 분장: 박소영
- 의상: 김주경
- 의상: 최성숙
- 운송: 홍인섭
- 시스템디자인: 최봉재
- 무술연출: 김영규
- 디지털아티스트: 강인철
- 무술연출: 박미라
- 디지털아티스트: 박관우
- 무술연출: 홍상석
- 진행: 송형복
- 진행: 이희승
- 효과: 양대호